# Sphenomorphus cryptotis
Sphenomorphus cryptotis — вид сцинкоподібних ящірок родини сцинкових (Scincidae). Ендемік В'єтнаму.

## Поширення і екологія
Sphenomorphus cryptotis мешкають в Північному В'єтнамі. Вони живуть у вічнозелених вторинних лісах.